# Kayak (empresa)
KAYAK es un agregador de tarifas y metabuscador de viajes en línea. El sitio web de KAYAK y sus aplicaciones móviles permiten a sus usuarios comparar y reservar vuelos, hoteles, coches de alquiler y paquetes de vacaciones en cientos de proveedores a la vez.

## Historia

### Fundación
Cofundadores de Expedia, Travelocity y Orbitz formaron KAYAK en 2004 con la intención de mejorar la experiencia de búsqueda de viajes por Internet. La compañía fue originalmente constituida en 2004 en Delaware, EE. UU., bajo el nombre Travel Search Company, Inc. El nombre fue modificado posteriormente a Kayak Software Corporation en agosto de 2004. En diciembre de 2007, KAYAK recaudó 196 millones de dólares por parte de un grupo de inversores incluyendo General Catalyst Partners, Sequoia Capital, Accel Partners, y Oak Investment Partners. Gracias a dicha financiación, KAYAK adquirió SideStep, un sitio web rival estadounidense. La sede central de KAYAK está situada en el área de Nueva York, mientras que su sede central técnica se sitúa en los alrededores de Boston.

### Reconocimiento
Tras su primera nominación en 2007, KAYAK recibió el premio popular de los Premios Webby en la categoría de mejor web de viajes en 2008. En 2009 recibió el Premio Webby en la categoría de web de viajes. La compañía recibió el premio popular en la categoría de aplicaciones móviles de viaje en 2011 y cuatro premios más entre 2012 y 2013. La revista Time nombró a KAYAK en su lista de los 50 mejores sitios web de 2009, y la prensa también ha elogiado la compañía por su oferta de precios, así como la sencillez y claridad de sus productos. Sus aplicaciones móviles se encuentran entre las mejores aplicaciones de viajes.[cita requerida] La popularidad de KAYAK pudo constatarse el 1 de octubre de 2013 cuando el presidente de Estados Unidos Barack Obama mencionó la marca en su discurso sobre el cierre del gobierno de los Estados Unidos.

### Expansión internacional
En mayo de 2010, KAYAK compró swoodoo, una destacada plataforma de búsqueda de viajes en Alemania. La compañía también adquirió Checkfelix, la web de viajes líder en Austria. En 2017 KAYAK adquirió la plataforma europea Momondo.
En 2014, KAYAK está presente en más de 30 mercados, entre ellos España, Portugal, México y Argentina. Tras la inauguración de la sede comercial en Zúrich, en diciembre de 2013 KAYAK abrió una segunda sede tecnológica en Berlín.

### Salida a Bolsa y adquisición
El 20 de julio de 2012, KAYAK salió a Bolsa oficialmente en NASDAQ bajo el nombre KYAK. En su primer día de actividad comercial, abrió con un precio de $26 y cerró con un precio de $33,18 por acción. Posteriormente, el 8 de noviembre de 2012, KAYAK fue adquirida por The Priceline Group por $1800 millones.